# Robert M. Carmack
Robert M. Carmack (Winslow, Arizona, 24 de febrero de 1934-Albany, 20 de octubre de 2023) fue un académico, antropólogo y mayista estadounidense que se ha distinguido por sus estudios sobre la civilización maya. 

## Investigación y publicaciones
Ha realizado investigaciones en Mesoamérica sobre la historia, la cultura y las sociedades de los pueblos mayas contemporáneos. Ha estudiado la infiltración del pueblo náhuatl en las áreas culturales mayas, particularmente del altiplano guatemalteco.
Carmack ha sido profesor emérito de antropología en la Universidad Estatal de Nueva York en Albany y ha trabajado asociado con el Programa Fulbright.
Ha escrito varios libros sobre la cultura maya y su lingüística.

## Obra
Entre los libros publicados por Carmack se cuentan:
- (en inglés) Rebels of Highland Guatemala: The Quiche-Mayas of Momostenango. University of Oklahoma Press (1995).
- Historia Antigua de América Central: del Poblamiento a la Conquista. FLACSO, Costa Rica (1992).
- (en inglés) Harvest of Violence: The Maya Indians and the Guatemalan Crisis. University of Oklahoma Press (1988).
- (en inglés) The Quiche-Mayas of Utatlan: The Evolution of a Highland Maya Kingdom. University of Oklahoma Press (1982).
- Historia Social de los Quichés. José de Pineda Ibarra, Guatemala (1979)
- (en inglés) Quichéan Civilization: The Ethnohistoric, Ethnographic and Archaeological sources. Berkeley and Los Angeles. University of California Press (1973).